# 9795 Deprez
9795 Deprez (1996 GJ19) là một tiểu hành tinh vành đai chính được phát hiện ngày 15 tháng 4 năm 1996 bởi E. W. Elst ở Đài thiên văn Nam Âu.